# Kings Mills (Ohio)
Kings Mills é um lugar designado pelo censo localizado no condado de Warren no estado estadounidense de Ohio. No Censo de 2010 tinha uma população de 1.319 habitantes e uma densidade populacional de 365,59 pessoas por km².

## Geografia
Kings Mills encontra-se localizado nas coordenadas 39° 21′ 29″ N, 84° 14′ 34″ O. Segundo a Departamento do Censo dos Estados Unidos, Kings Mills tem uma superfície total de 3.61 km², da qual 3.48 km² correspondem a terra firme e (3.52%) 0.13 km² é água.

## Demografia
Segundo o censo de 2010, tinha 1.319 habitantes residindo em Kings Mills. A densidade populacional era de 365,59 hab./km². Dos 1.319 habitantes, Kings Mills estava composto pelo 95.68% brancos, o 1.44% eram afroamericanos, o 0% eram amerindios, o 1.06% eram asiáticos, o 0% eram insulares do Pacífico, o 0.3% eram de outras raças e o 1.52% pertenciam a duas ou mais raças. Do total da população o 2.12% eram hispanos ou latinos de qualquer raça.